# Siechenhaus (Zofingen)

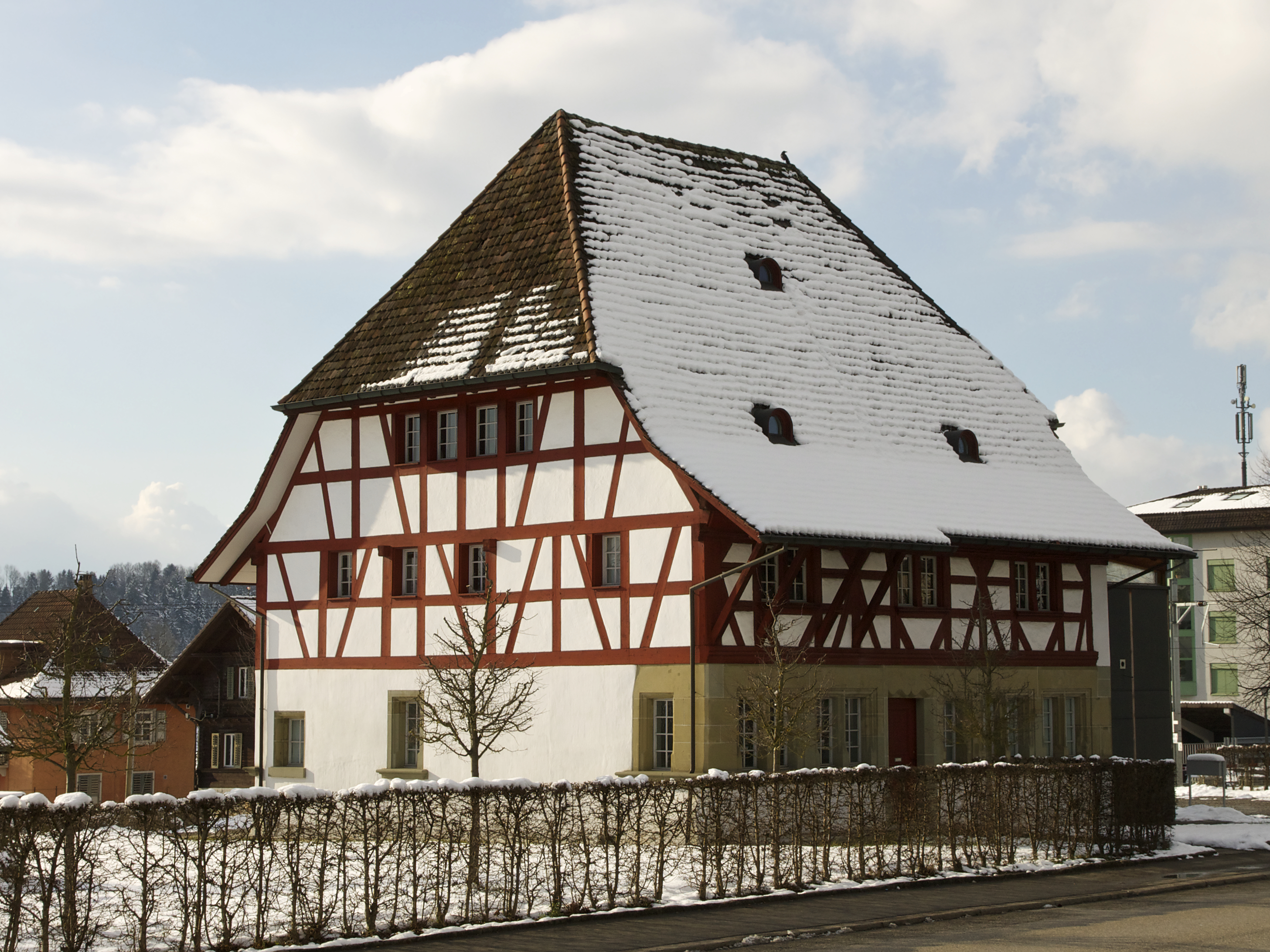
Siechenhaus

Das Siechenhaus ist ein denkmalgeschütztes Gebäude in Zofingen im Kanton Aargau. Es steht an der Aarburgerstrasse 21 / Im Rank 6 unmittelbar an der Gemeindegrenze zu Oftringen und ist als Kulturgut von nationaler Bedeutung eingestuft.
Die Geschichte des Siechenhauses (auch Sondersiechenhaus genannt) geht bis auf die Zeit der Stadtgründung im frühen 13. Jahrhundert zurück. Das Gebäude befand sich weit ausserhalb des damaligen Siedlungskerns, um auch Leprakranke aufnehmen zu können, die man nicht in die Stadt hineinliess. Da die Lepra ab dem 17. Jahrhundert nur noch vereinzelt auftrat, wandelte sich das Siechenhaus mit der Zeit zu einem Pflegeheim für Kranke und Bedürftige. Einheimische fanden dauerhaft Aufnahme, während Fremde nur kurzzeitig Krankenasyl erhielten. Die Finanzierung erfolgte durch wohltätige Stiftungen. Nach dem Tod der letzten Anstaltsleiterin wurde das Siechenhaus im Jahr 1888 geschlossen und durch zeitgemässere Institutionen ersetzt.
Baumeister Antoni Stab errichtete 1609/10 das heute noch bestehende Gebäude. Es handelt sich um einen freistehenden, zweistöckigen Wohnbau im spätgotischen Stil mit einem steilen Krüppelwalmdach. Im Erdgeschoss weist es ein Quadermauerwerk auf, im Obergeschoss ein Fachwerk. Die Fenster besitzen profilierte und skulptierte Gewände. Ab 1447 stand neben dem Siechenhaus die Kapelle zum niederen Kreuz. Diese musste 1811 wegen gänzlichen Verfalls abgetragen werden, ebenso die Mauer, die Kapelle und Siechenhaus umgab.